# UWSGI
uWSGI je webový aplikační server. Je pojmenovaný po rozhraní WSGI, které bylo jeho prvním podporovaným modulem a je rozhraním mezi webovým servrem a webovými aplikacemi napsanými v Pythonu. Kombinace pythonské aplikace s webovým serverem (např. Nginx nebo Cherokee, které uWSGI přímo podporují) je typické prostředí, ve kterém je uWSGI nasazováno. Z hlediska webového serveru Apache přinesl uWSGI oproti staršímu mod_wsgi několik výhod, mj. možnost různých prostředí pro různé aplikace. Podporuje běžné webové aplikační frameworky jako je Django a Flask a aplikace pro něj je možné kromě Pythonu napsat v Perlu a Ruby.
Software uWSGI je napsaný v Céčku a distribuovaný pod licencí GNU GPL, jedná se tedy o svobodný software.